# SUAL拳
SUAL拳(サルパンチ)は、日本のロックバンド。2013年3月解散。

## メンバー
- isao
  - Vo.Gu.
- 秀-SHU-
  - Gu.Cho.
- 慎
  - Ba.
- AKI
  - Dr.Cho.

## 概要
2007/11/01　結成

2008/11/17　1st mini Album 「虹」リリース   ２ヶ月で限定1000枚完売

2008/01/20　1st maxi Single「虹」全国リリース

2008/04/06　FM85.1レギュラー番組「おさるのとびら」スタート

2008/06/01　TV東京系「オニ発注」エンディング曲（夜空の列車）

　　　　　　日本テレビ「プリン・ス２」オープニング曲（夜空の列車）

　　　　　　チバテレビ「白黒アンジャッシュ」エンディング曲（タイムマシーン）

　　　　　　トライニンCMタイアップ（夜空の列車）

2008/06/04　1st full Album「猿知恵」全国リリース

2008/08/02　TV大阪「パクパクTV」テーマソング（未来戦隊SUALレンジャー）

2008/07/01　OSAKA MUSEにて「猿遊記2008〜味噌汁にナンでパンですか！？アハッ〜」TOUR スタート

2008/09/26 　全14カ所をまわりOSAKA MUSEにてTOUR FINALにして初ワンマンライブ

2008/11/03　MINAMI WHEEL 2008 出演

2009/01/04 　1st Live DVD 「猿遊記2008 FINAL〜味噌汁にはやっぱホカホカゴハンでしょ！？〜」リリース

2009/02/15	　Ba.が脱退し、3人となり再始動

2009/07/08　2nd maxi Single「落花生/パプリカ」全国リリース

2009/07/17　OSAKA RUIDOにて初主催イベント「音速革命vol.1」開催

2009/08/27　OSAKA MUSEにて２回目のワンマンライブ

2009/09/19　OSAKA RUIDOにて主催イベント「音速革命vol.2」開催

2009/11/01　MINAMI WHEEL 2009 出演

2009/11/20　OSAKA MUSEにて３回目のワンマンライブ

　　　　　　　同日3rd maxi Single「一等星」リリース

2010/05/09　心斎橋club DROPにてリアルグルーヴとの共同主催イベント

　　　　　　　「360°ROCK FESTA OSAKA Vol.1〜サブロクフェスタ〜」開催

2010/07/09　心斎橋club DROPにてリアルグルーヴ、MINOR SCHOOLとの共同主催イベント

　　　　　　　「360°ROCK FESTA OSAKA Vol.2〜サブロクフェスタ〜」開催

　　　　　　　チケットはSOLD OUT！同日4th maxi Single「ウイルス」リリース

2010/09/05　OSAKA　RUIDOにてリアルグルーヴ、MINOR SCHOOLとの共同主催イベント

　　　　　　　「360°ROCK FESTA OSAKA Vol.3〜サブロクフェスタ〜」開催

　　　　　　　チケットはSOLD OUT！同日、5th maxi Single 「キグルミ」リリース

2010/12/03〜05　アメリカ村CLAPPER、OSAKA RUIDO、心斎橋club DROPにて

　　　　　　　リアルグルーヴ、MINOR SCHOOLとの共同主催イベント

　　　　　　　「360°ROCK FESTA OSAKA VOL.4～サブロクフェスタ年末特別編3Days～」開催

　　　　　　　チケットはSOLD OUT！同日、6th maxi Single 「シェルター」リリース

2011/01/05　Ba.慎、SUAL拳に正式加入！

2011/03/25	アメリカ村 BIG CATにてリアルグルーヴ、MINOR SCHOOLとの共同主催イベント

　　　　　　「360°ROCK FESTA OSAKA VOL.5～サブロクフェスタ～スペシャル3マンLIVE!」開催

　　　　　　　600人を動員

　　　　　　　同日、2nd full Album「産声」リリース

2011/04～06	「産声」レコ発 東名阪ツアー 2011敢行！

　　　　　　　さらにツアーファイナル東名阪ワンマン決定！

2011/05/21	「産声」レコ発 東名阪ツアー 2011　ファイナル東名阪ワンマン

　　　　　　　大須ell.SIZEにてワンマンライブ

2011/05/28	「産声」レコ発 東名阪ツアー 2011　ファイナル東名阪ワンマン

　　　　　　　渋谷RUIDO K2にてワンマンライブ

2011/06/05	「産声」レコ発 東名阪ツアー 2011　ファイナル東名阪ワンマン

　　　　　　　OSAKA RUIDOにてワンマンライブ

2011/07/31	心斎橋 CLUB QUATTROにてリアルグルーヴ、MINOR SCHOOLとの共同主催イベント

　　　　　　　「360°ROCK FESTA OSAKA VOL.6～サブロクフェスタ～」開催

　　　　　　　チケットはSOLD OUT！

2011/08/12	umeda AKASOにて主催イベント「音速革命vol. 4」開催

2011/12/02	OSAKA RUIDOにてワンマンライブ

2012/02/22	7th maxi Single「「朱」の箱」発売決定

## ディスコグラフィ

### シングル
- 虹 (2008年1月20日)
- 落花生/パプリカ (2009年7月8日)
- バニラ(主催イベント「音速革命」限定) (2009年7月17日)
- 一等星 (2009年11月20日)
- ウイルス(2010年07月09日)
- キグルミ (2010年09月05日)
- シェルター(2010年12月03日)
- 「朱」の箱(2012年02月22日)

### アルバム
- 虹 (2007年11月17日) - ミニアルバム。限定1000枚、完売。
- 猿知恵 (2008年06月04日) - フルアルバム。
- 産声 (2011年03月25日) - フルアルバム。

### DVD
- 猿遊記2008 FINAL～味噌汁にはやっぱホカホカゴハンでしょ！？～(2009年1月4日) - 200枚限定作品、完売。

## ライブデータ

### ツアー
- 猿遊記2008～味噌汁にナンでパンですか！？アハッ～（2008年7月1日 - 9月26日）

## タイアップ
| 起用年 | 曲名                   | タイアップ先                                           |
| ------ | ---------------------- | ------------------------------------------------------ |
| 2008年 | 夜空の列車             | トライニンCMソング                                     |
| 2008年 | 夜空の列車             | 日本テレビ系「プリン・ス2」6月度オープニングテーマ曲   |
| 2008年 | タイムマシーン         | チバテレ「白黒アンジャッシュ」6月7月オープニングテーマ |
| 2008年 | 夜空の列車             | テレビ東京系「オニ発注」エンディングテーマソング       |
| 2008年 | 未来戦隊SUALレンジャー | テレビ大阪系「パクパクテレビ」テーマソング             |
| 2008年 | パプリカ               | スパトライアスロン イメージソング                      |